# Сілвана (Вашингтон)
Сілвана (англ. Silvana) — переписна місцевість (CDP) в США, в окрузі Сногоміш штату Вашингтон. Населення — 97 осіб (2020).

## Географія
Сілвана розташована за координатами 48°12′6″ пн. ш. 122°14′46″ зх. д. / 48.20167° пн. ш. 122.24611° зх. д. (48.201778, -122.246092).  За даними Бюро перепису населення США в 2010 році переписна місцевість мала площу 3,92 км², уся площа — суходіл.

## Демографія
Згідно з переписом 2010 року, у переписній місцевості мешкало 90 осіб у 34 домогосподарствах у складі 20 родин. Густота населення становила 23 особи/км².  Було 40 помешкань (10/км²).
Расовий склад населення:
| - 94,4 % — білих - 2,2 % — корінних американців |

До двох чи більше рас належало 3,3 %. Частка іспаномовних становила 4,4 % від усіх жителів.
За віковим діапазоном населення розподілялося таким чином: 22,2 % — особи молодші 18 років, 63,4 % — особи у віці 18—64 років, 14,4 % — особи у віці 65 років та старші. Медіана віку мешканця становила 37,0 року. На 100 осіб жіночої статі у переписній місцевості припадало 130,8 чоловіків;  на 100 жінок у віці від 18 років та старших — 133,3 чоловіків також старших 18 років.
Цивільне працевлаштоване населення становило 80 осіб. Основні галузі зайнятості: виробництво — 100,0 %.